# إدوين أو. جوردن
إدوين أو. جوردن (بالإنجليزية: Edwin O. Jordan) هو عالم أحياء دقيقة أمريكي، ولد في 28 يوليو 1866 في Thomaston, Maine ‏ في الولايات المتحدة، وتوفي في 2 سبتمبر 1936 في شيكاغو في الولايات المتحدة.